# Vegetació de l'Antàrtida

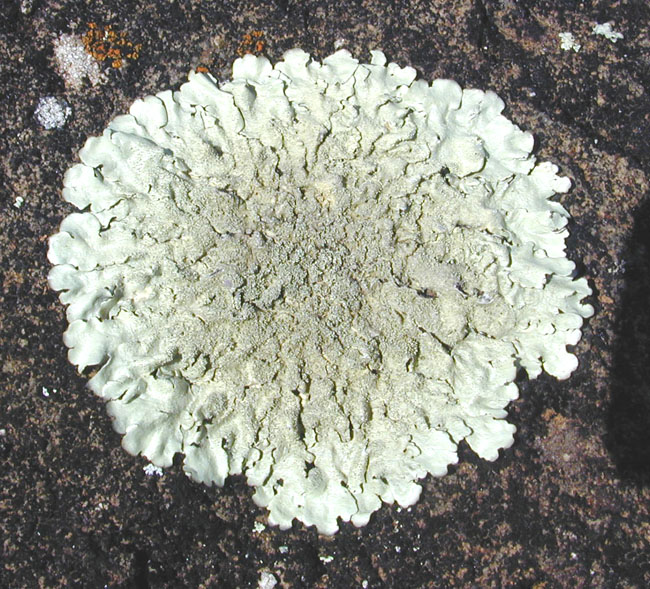
Més de 200 espècies de líquens es troben a l'Antàrtida

La vegetació de l'Antàrtida es troba en el continent i illes adjacents d'aquest territori. Es caracteritza per les condicions de creixement de les plantes més extremes de la Terra, ja que l'Antàrtida és el continent més fred, a més altitud, el més sec, on fa més vent i també el més aïllat. Les plantes estan confinades només a les zones lliures de gel permanent que només cobreixen al voltant d'un 2% del continent.
La vegetació antàrtica terrestre està, a més, en els límits fisiològics de la supervivència i, com a conseqüència, fins i tot lleugers canvis en les condicions de creixement és probable que hi tinguin un gran impacte i fan aquestes comunitats vegetals molt sensibles al canvi climàtic. Les prediccions sobre la modificació climàtica apunten que afectarien més severament les regions nord i sud de la Terra d'alta latitud. A l'Antàrtida, també l'afecta recentment l'augment de la radiació ultraviolada per l'efecte del forat de la capa d'ozó.

## Subdivisió fitogeogràfica
L'Antàrtida es pot dividir en tres zones fitogeogràfiques (continental, marítima i periantàrtica (Stonehouse, 1989). La continental és d'alta latitud i la climàticament més severa. La costa nord-oest de la península Antàrtica i les seves illes associades, incloent-hi l'illa King George, Shetlands del Sud, Illes Sandwich i Orkney, i Peter I, tenen un clima marítim antàrtic relativament suau. Fora de la zona marítima, la resta de vegetació no vascular està limitada a unes poques zones rocoses al llarg de la costa, les valls seques i els nunataks de l'interior (Hansom & Gordon, 1998). Aquestes àrees continentals són considerades deserts polars i la precipitació anual és de menys de 100 mm, la majoria en forma de neu, exacerbant l'extrema aridesa. Algunes zones marítimes tenen relativament una extensa vegetació, que ha donat lloc a molts estudis de recerca científica, i són: regió de les illes Windmill, Terra de Wilkes, Illa Ross, Terra de Victòra i Illa Signy.

## Caràcterístiques de la flora
Només es troben dues espècies de plantes vasculars autòctones: Deschampsia antarctica i Colobanthus quitensis, les dues estan restringides a les zones de clima d'influència marítima i D. antarctica és molt més abundant i més estesa que C. quitensis (que només es troba en tres localitats). S'ha observat que, des de 1940, les poblacions d'aquestes dues espècies han augmentat considerablement, en concret 25 vegades la del gènere Deschampsia i 5 vegades la Colobanthus.
La majoria de la vegetació, la componen plantes criptògames, com són els briòfits (molses) líquens i algues, que constitueix un dels ecosistemes més simples del món amb les mínimes interaccions entre si.
Malgrat les limitacions per al creixement, les molses s'han trobat tan al sud com la latitud 84° S (a només 6 graus de latitud del pol Sud), mentre que s'han vist encara els seus esporòfits reproductius a la latitud de 77° 55′ S. També hi ha algues casmoendolítiques, que només es troben en escletxes de les roques; aquestes algues es troben sobretot en la costa i localment poden ocupar el 20% de la superfície de les roques.

## Adaptació a les condicions severes
Les dues plantes vasculars antàrtiques tenen temperatures òptimes per a fer la fotosíntesi molt baixes (al voltant dels 10 °C) i, en condicions de laboratori, s'ha demostrat que deixen de fotosintetitzar a temperatures de 20 °C, per la qual cosa són plantes adaptades a temperatures relativament baixes.
Les plantes no vasculars criptògames són organismes poiquilohídrics i, per tant, durant els períodes de baixa disponibilitat d'aigua o de temperatures glacials, tenen la capacitat d'entrar en dormància, amb inactivitat fisiològica, podent controlar la deshidratació de les seves cèl·lules. Moltes plantes de l'Antàrtida poden sobreviure congelades i dessecades sota una coberta de neu durant tot el fosc hivern i rehidratar-se durant el desglaç de la primavera, per a poder créixer durant el breu període estival, que dura d'un a quatre mesos. Algunes molses presents a l'Antàrtida són: Drepanocladus uncinatus, Polytrichum alpestre, Andreaea regularis Grimmia antarctici i Ceratodon purpureus.